# Tatra KT4
Tatra KT4 est un type de rames de tramway articulées, dessiné par le designer František Kardaus et construit par la société tchécoslovaque ČKD de 1977 à 1997.
Ces rames ont principalement fourni les réseaux de tramways des pays de l'Est. Elles sont déclinées en trois versions qui correspondent à leur pays de destination : Les rames Tatra KT4SU sont destinées à l'Union soviétique, les KT4D à l'Allemagne de l'Est et les KT4YU à la Yougoslavie,.

## Modèles

### KT4D
| Villes                   | Années de livraison | Nombre |
| ------------------------ | ------------------- | ------ |
| Berlin                   | 1976–1988           | 574    |
| Brandebourg-sur-la-Havel | 1979–1983           | 16     |
| Cottbus                  | 1978–1990           | 65     |
| Erfurt                   | 1976–1990           | 156    |
| Frankfurt (Oder)         | 1987–1990           | 34     |
| Gera                     | 1978–1990           | 60     |
| Görlitz                  | 1987–1990           | 11     |
| Gotha                    | 1981–1982           | 6      |
| Leipzig                  | 1976                | 8      |
| Potsdam                  | 1974–1987           | 45     |
| Plauen                   | 1976–1988           | 45     |
| Zwickau                  | 1987–1988           | 22     |
| Total                    | 1974-1990           | 1042   |

### KT4SU
| Villes      | Années de livraison | Nombre |
| ----------- | ------------------- | ------ |
| Yevpatoria  | 1987–1990           | 18     |
| Kaliningrad | 1987–1990           | 30     |
| Liepāja     | 1983–1988           | 22     |
| Lviv        | 1976–1988           | 145    |
| Pyatigorsk  | 1988–1990           | 25     |
| Jytomyr     | 1981–1988           | 20     |
| Tallinn     | 1980–1988           | 74     |
| Vinnytsia   | 1980–1990           | 81     |
| Ttotal      | 1976-1990           | 415    |

### KT4YU
| Villes   | Années de livraison | Nombre |
| -------- | ------------------- | ------ |
| Belgrade | 1980–1997           | 220    |
| Zagreb   | 1985–1986           | 51     |
| Total    | 1980-1997           | 271    |